# Keith Neville

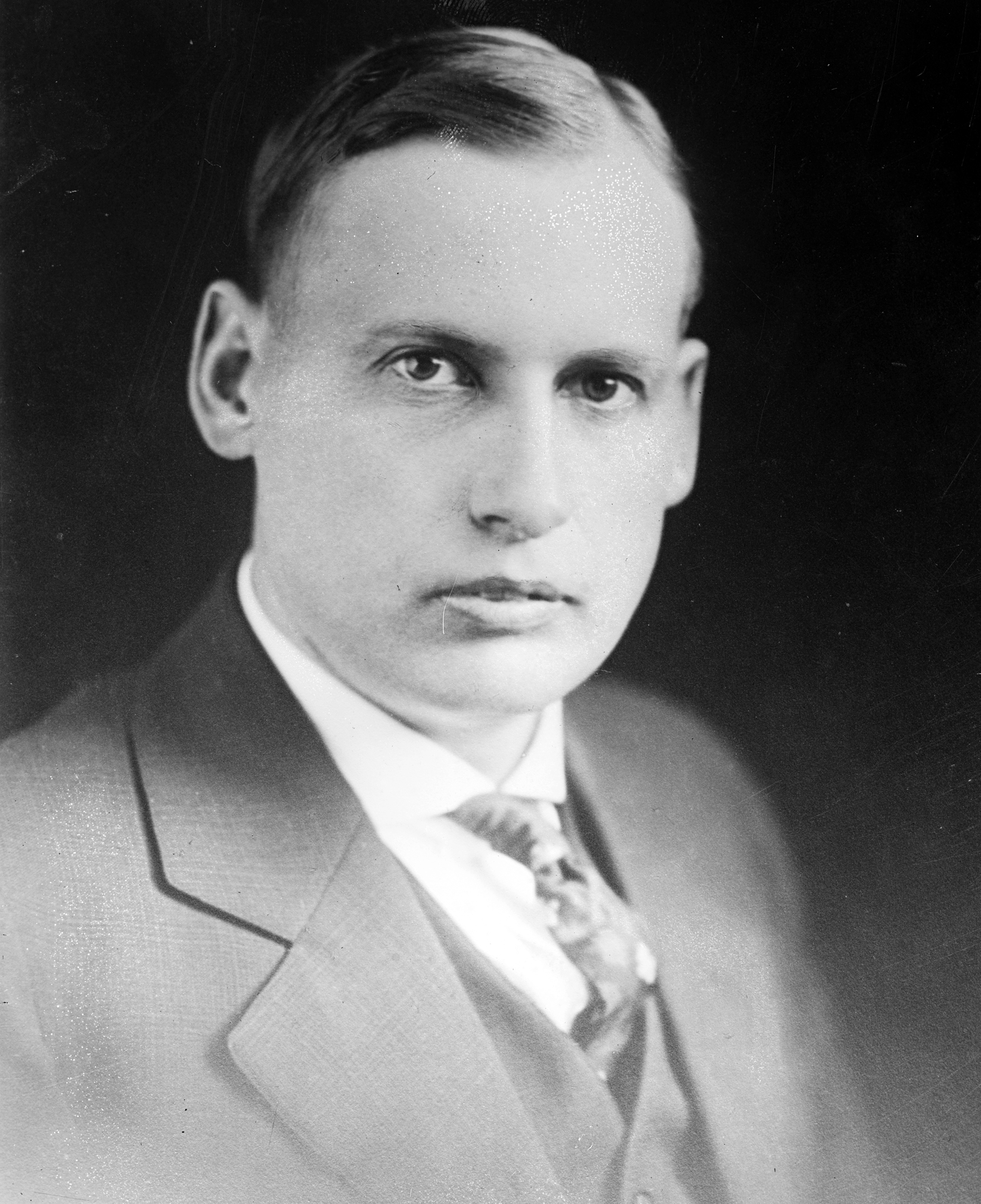
Keith Neville

Keith M. Neville (* 25. Februar 1884 in North Platte, Nebraska; † 4. Dezember 1959 ebenda) war ein US-amerikanischer Politiker und zwischen 1917 und 1919 der 19. Gouverneur des Bundesstaates Nebraska.

## Frühe Jahre
Keith Neville besuchte die St. Johns Academy und später bis 1905 das St. John’s College in Maryland. Danach leitete er die Ranch seiner Familie und wurde Direktor der First National Bank in North Platte.

## Gouverneur von Nebraska
Im Jahr 1916 wurde Neville als Kandidat der Demokratischen Partei zum neuen Gouverneur von Nebraska gewählt, wobei er sich mit 49:47 Prozent der Stimmen gegen den Republikaner Abraham L. Sutton durchsetzte. Er trat seine zweijährige Amtszeit am 4. Januar 1917 an. Seine Regierungszeit war überschattet von den Ereignissen des Ersten Weltkrieges, in den die USA im April 1917 eintraten. Wie in den meisten anderen Bundesstaaten musste die Wirtschaft auf Rüstungsgüter umgestellt werden; Soldaten mussten gemustert und eingezogen werden. Innenpolitisch wurde in Nevilles Amtszeit ein strenges Prohibitionsgesetz erlassen. Im Jahr 1918 bewarb sich Neville erfolglos um seine Wiederwahl.

## Weiterer Lebensweg
Nach dem Ende seiner Amtszeit blieb Neville weiterhin politisch aktiv. 1922 war er Vorsitzender der Demokratischen Partei von Nebraska. Im Jahr 1933 wurde er Mitarbeiter von Präsident Franklin D. Roosevelt im Rahmen der New-Deal-Politik. 1954 bewarb er sich um einen Sitz im US-Senat, verlor aber gegen Carl Curtis. Keith Neville starb am 4. Dezember 1959 und wurde in North Platte beigesetzt. Er war mit Mary Virginia Neill verheiratet, mit der er vier Kinder hatte.